# Mousey Alexander
Elmer "Mousey" Alexander (19 de junio de 1922 - 9 de octubre de 1988) fue un baterista de jazz estadounidense.

## Carrera
Nació en Gary, Indiana, con padres asirios de Irán.   Creció en Chicago,  y finalmente estudió en la Escuela de Percusión Roy C. Knapp ubicada allí. 
Antes de servir en la Marina durante la Segunda Guerra Mundial,  apoyó a diferentes artistas en clubes de jazz de Chicago, incluida la cantante Billie Holiday.  A finales de la década de 1940, Alexander comenzó a trabajar con Jimmy McPartland en Chicago y, en 1952, comenzó a tocar en la banda del pianista Marian McPartland. A mediados de la década de 1950, tocó y grabó con la Orquesta Sauter-Finegan y con el guitarrista Johnny Smith. En 1956 acompañó a Benny Goodman en una gira por el Lejano Oriente y posteriormente viajó con él hasta principios de los años 1970 también a otros lugares, como Sudamérica y Europa.  Más tarde, en la década de 1950, trabajó a menudo con Bud Freeman y Eddie Condon. También tocó con Charlie Ventura, Red Norvo, Clark Terry, Ralph Sutton, Sy Oliver y Doc Severinsen. Alexander trabajó como autónomo durante la década de 1960 con varias bandas. En la década de 1970, grabó para el productor de jazz Harry Lim y el sello discográfico Famous Door, y en 1972 acompañó a la cantante Pearl Bailey cuando ésta actuó para el presidente Richard Nixon en la Casa Blanca. 
Sufrió un derrame cerebral en 1980. Tras un periodo de recuperación, continuó tocando jazz hasta su muerte en 1988. Murió de insuficiencia cardíaca e insuficiencia renal.

## Discografía

### Como líder
- The Mouse Roars! (Famous Door, 1979)

### Como acompañante
Con Johnny Smith
- The Johnny Smith Quartet (Roost, 1955)
- The Johnny Smith Foursome Vol. II (Roost, 1957)
- Plus the Trio (Roost, 1960)
- The Johnny Smith Stan Getz Years (Roulette, 1978)

Con Charlie Ventura
- The New Charlie Ventura in Hi-Fi (Baton, 1956)
- Plays Hi-Fi Jazz (Tops, 1957)
- Chazz '77 (Famous Door, 1977)
- Charlie Ventura Quintet (Hall of Fame, 1978)

Con otros
- Eddie Barefield, The Indestructible E. B. (Famous Door, 1977)
- Mike Bryan, Mike Bryan and His Sextet in Concert (Storyville, 1962)
- Mike Bryan, Mike Bryan Sextet (Storyville, 1981)
- John Bunch, John's Bunch (Famous Door, 1975)
- John Carisi, The New Jazz Sound of Show Boat (Columbia, 1960)
- Buck Clayton & Buddy Tate, Buck &amp; Buddy (Prestige Swingville, 1961)
- Buck Clayton & Buddy Tate, Kansas City Nights (Prestige 1974)
- Billy Franklin, The Golden Horn of Billy Franklin (Grand Prix Series 1962)
- Urbie Green, Ross Tompkins, Carl Fontana, Oleo (Pausa, 1978)
- Beverly Kenney, Sings for Johnny Smith (Roost, 1956)
- Lee Konitz, Spirits (Milestone, 1972)
- Gene Krupa, Percussion King (Verve, 1961)
- Marky Markowitz, Mark's Vibes (Famous Door, 1976)
- Jimmy McPartland & Marian McPartland, Play TV Themes (Design, 1960)
- Red Norvo, The Second Time Around (Famous Door, 1975)
- Nat Pierce, The Ballad of Jazz Street (Zim, 1980)
- Sal Salvador, Jazz Unlimited (Jazz Unlimited, 1961)
- Sauter-Finegan Orchestra, Inside Sauter-Finegan (RCA Victor, 1954)
- Zoot Sims & Jimmy Rowles, Zoot Suite (High Note, 1973)
- Zoot Sims & Jimmy Rowles, If I'm Lucky (Pablo, 1977)
- Zoot Sims & Jimmy Rowles, Warm Tenor (Pablo, 1979)
- Derek Smith, Toasting Derek Smith (Time, 1962)
- Jeri Southern, Jeri Southern Meets Johnny Smith (Roulette, 1958)
- Lou Stein, Jazz Trio (Jump, 1971)
- Rex Stewart, Redhead (Design, 1958)
- Rex Stewart, Henderson Homecoming (United Artists, 1959)
- Ralph Sutton, Ruby Braff, On Sunnie's Side of the Street (Blue Angel Jazz Club, 1968)
- Clark Terry, In Concert Live (Etoile, 1973)
- Phil Wilson, That's All (Famous Door, 1976)
- Jimmy Witherspoon, Goin' to Kansas City Blues (RCA Victor, 1958)